# Grau d'associat
El grau d'associat és un títol concedit després de la terminació satisfactòria d'un programa a temps complet de dos anys o del seu equivalent per hores. És concedit per un community college (als EUA), o per una universitat (també se li diu grau de tècnic).
Els tipus de graus inclouen l'associat de les arts (AA) o l'associat de la ciència (AS), concedit generalment després de l'equivalent dels primers dos anys d'un pla d'estudis de quatre anys a la universitat, i associat en ciències aplicades (AAS), concedida sobre la terminació d'un programa tècnic o vocacional d'estudi.